# オワンクラゲ
オワンクラゲ（御椀水母、御椀海月）は、ヒドロ虫綱に属するクラゲ様の無脊椎動物。日本各地の沿岸で見られる。傘は碗を逆さにしたような形をしており、透明で内側の放射管がはっきりと外側から見える。最大傘径は20cmにおよび、ヒドロ虫綱で最大。刺激を受けると生殖腺を青白く発光させる。
主に春から夏にかけて見られる。水面に浮き、ほとんど動かないが、他のクラゲや小魚などを大きな口を開けて丸呑みする。
クラゲの中では比較的生命力が強く、飼育も容易であるが、発光の素であるセレンテラジンを体内で合成することが出来ない。人工繁殖の成体は餌を工夫して餌にセレンテラジンを混ぜて発光させている。人工繁殖を重ねた成体が発光しなくなるのを不思議に思った水族館がノーベル化学賞を受賞したばかりの下村脩氏にアドバイスを求め、それに本人が電話で応じたエピソードがある（→下村脩#オワンクラゲとクラゲ水族館のエピソード及び鶴岡市立加茂水族館#オワンクラゲと下村脩を参照。なおこのエピソードはNHKの『逆転人生』でも2019年6月17日に放映された）。

## 種
日本沿岸でみられる本種 A. coerulescens は、欧米でみられる A. victoria よりもやや大きいとされるが、現状では別種なのか同種の亜種なのかわかっていない。今のところ A. victoria についても和名をオワンクラゲとしており、下村が緑色蛍光タンパク質を発見したのもこの A. victoria からである。

## 学術的な利用
- 遺伝子組み換え生物を作るために、遺伝子のベクターとして用いられる合成プラスミド「pGLO」はこの種から生成される。
- 緑色蛍光タンパク質 (green fluorescent protein, GFP) の働きにより、刺激に反応して生殖腺を青白発光させる[3]。同物質は、1960年代に下村脩により発見された[3]。研究のために85万匹が捕獲されたという。GFP遺伝子は1992年に単離され、現在、自然由来の手軽な蛍光標識として生化学の実験分野で広く用いられている。下村はこの研究により、2008年度のノーベル化学賞を受賞した[3]。